# Neilia Hunter
Pour les articles homonymes, voir Hunter et Biden (homonymie).
Neilia Hunter Biden, née le 28 juillet 1942 à Skaneateles (New York) et morte le 18 décembre 1972 à Wilmington (Delaware), est une institutrice américaine.
Elle est connue pour être la première épouse de Joe Biden, sénateur américain du Delaware, devenu le 47e vice-président des États-Unis de 2009 à 2017, et 46e président des États-Unis depuis le 20 janvier 2021.
Elle est la mère des trois premiers enfants de Joe Biden : Beau, Hunter et Naomi.

## Enfance, études et mariage
Neilia Hunter est née le 28 juillet 1942 à Skaneateles dans l'État de New York, de Louise (née Basel) et Robert Hunter. Elle fait ses études secondaires à Penn Hall, un internat en Pennsylvanie. Elle y pratique le hockey, la natation et participe au club de français ainsi qu'au conseil étudiant. Elle fréquente ensuite l'université de Syracuse et devient institutrice dans le district scolaire de la ville de Syracuse. Elle est parente de l'ancien conseiller municipal d'Auburn, Robert Hunter. Neilia rencontre Joe Biden pour la première fois à Nassau, aux Bahamas, alors que celui-ci est en vacances du printemps (spring break). Peu de temps après, Joe Biden déménage à Syracuse pour y suivre les cours de la faculté de droit. Le couple se marie le 27 août 1966. Neilia et Joe Biden déménagent alors à Wilmington dans le Delaware, ville dans laquelle Joe Biden devient membre du conseil du comté de New Castle.

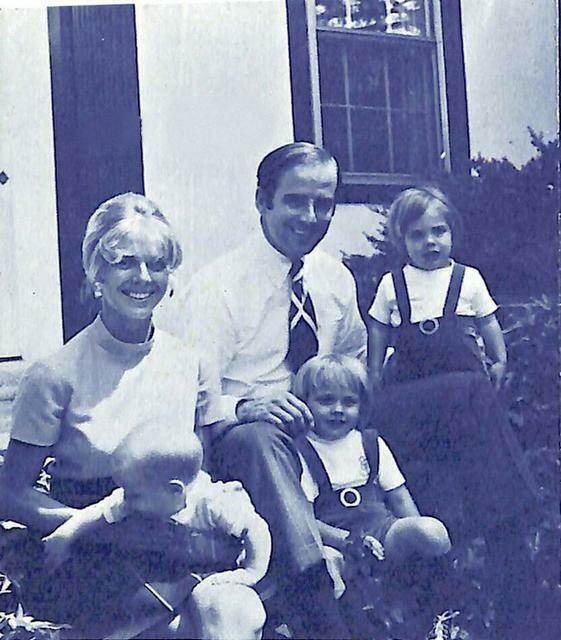
Neilia, Joe, Beau, Hunter, et Naomi en 1972.

Neilia et Joe Biden ont ensemble trois enfants :
- Joseph Robinette Biden III, dit Beau Biden, né le 3 février 1969 et mort le 30 mai 2015 ;
- Robert Hunter Biden, dit Hunter Biden, né le 4 février 1970 ;
- Naomi Christina Biden[5], née le 8 novembre 1971 et morte le 18 décembre 1972.

La future seconde épouse de Joe Biden, Jill Tracy Jacobs, rencontre Neilia Hunter à l'hiver 1972. Elle a déclaré, dans son autobiographie Where The Light Enters, qu'elle « avait une beauté simple et naturelle », et un « sourire sincère et chaleureux ».
Joe Biden fait campagne pour renverser le sénateur républicain du Delaware, J. Caleb Boggs. Neilia Hunter est décrite selon The News Journal comme le « cerveau » de cette campagne,.

## Mort accidentelle et héritage
Pendant les vacances de Noël, peu de temps après que son mari a été élu sénateur, Neilia Hunter meurt avec leur fille Naomi, alors âgée d'un an, dans un accident de voiture survenu le 18 décembre 1972 : un camion refuse la priorité au véhicule dans lequel se trouvent Neilia et ses trois enfants sortis pour aller acheter un arbre de Noël. Les deux enfants Beau et Hunter sont gravement blessés,. Joe Biden prête serment en tant que sénateur à l'hôpital. Il déclare plusieurs fois par la suite que le conducteur du camion conduisait sous l'emprise d'un état alcoolique, mais la famille du chauffeur a nié cette affirmation et la police ne l'a jamais prouvée,,,.
Dans un discours à l'université Yale en 2015, Joe Biden, remarié en 1977 avec Jill Tracy Jacobs, évoque sa défunte épouse : « Six semaines après mon élection, tout mon monde a été à jamais changé. Pendant que j'étais à Washington pour embaucher du personnel, j'ai reçu un appel téléphonique. Ma femme et mes trois enfants faisaient les courses de Noël, un camion-remorque les a heurtés et a tué ma femme et a tué ma fille. Et il n'était pas sûr que mes fils vivraient. »
Neilia Hunter est enterrée avec sa fille à Greenville dans le comté de New Castle. Un parc à Wilmington (Delaware) est dédié en sa mémoire.